# Alina Kabaeva
Alina Maratovna Kabaeva (in russo Алина Маратовна Кабаева?, in lingua tatara: Әӆинә Марат қызы Кабаева, traslitterato: Älinä Marat qızı Qabayeva; Taškent, 12 maggio 1983) è un'ex ginnasta, politica e modella russa con cittadinanza uzbeka.
Alina Kabaeva è stata una delle maggiori atlete della ginnastica ritmica russa, avendo vinto un oro olimpico e nove ori mondiali, escludendo i tre ori di Madrid 2001 dove fu annullata la sua vittoria, e quella dell'intera squadra, perché risultò positiva al doping.
Dal 2007 al 2014, la Kabaeva è stata deputata della Duma di Stato del Partito Russia Unita. Nel settembre 2014, è diventata presidente del consiglio di amministrazione del National Media Group, il gruppo mediatico che controlla Izvestia, Channel One e REN TV. In occasione della nomina ha ricevuto critiche per la sua scarna esperienza nel settore e per l'alto stipendio.

## Biografia
È nata il 12 maggio 1983 a Tashkent, SSR uzbeko, Unione Sovietica, figlia di Lyubov Kabaeva e Marat Kabayev, un calciatore professionista.  Suo padre è un tartaro musulmano e sua madre è russa. Sua sorella minore, Leysan Kabaeva, è la direttrice generale di un'agenzia immobiliare e nel 2016 è stata nominata giudice del tribunale della città di Almetyevsk in Tatarstan dal presidente russo Vladimir Putin. A causa della carriera di Marat, la famiglia si è recata spesso in luoghi diversi in Uzbekistan, Kazakistan e Russia.

### Attività da ginnasta
A 6 anni ha iniziato ginnastica ritmica in Uzbekistan e nel corso degli anni si è spostata in diverse palestre dei vari Paesi in cui ha vissuto. Le allenatrici la ritenevano poco dotata e grassa e Alina beveva solo acqua e si buttava a capofitto negli esercizi.

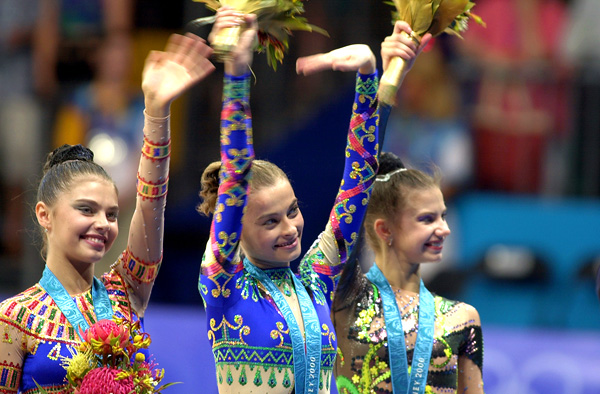
(L–R) Alina Kabaeva (bronzo), Yulia Barsukova (oro) e Yulia Raskina (argento) sul podio dei Giochi Olimpici del 2000

Nel 1994, dopo il divorzio dei suoi genitori, arriva al centro tecnico di Mosca diretto da Irina Viner, accompagnata dalla madre che vuole sapere se la figlia può diventare un talento. Irina Viner appena la vede nota grandi possibilità, essendo per la prima volta riunite in un'unica ginnasta di ritmica due grandi qualità: scioltezza di schiena e capacità di slancio.
Partecipa alle Aeon Cup in Giappone, nelle gare junior, nel 1996 e nel 1997. Il suo debutto è nel 1998: a Porto vince il campionato europeo e di seguito i Goodwill Games a New York e l'Aeon Cup. Nel 1999 ancora campionessa europea a Budapest e mondiale a Osaka. L'anno successivo, dopo la vittoria agli europei di Saragozza segue una sconfitta: alle olimpiadi australiane è solo bronzo per un incredibile fuori pedana al cerchio. L'anno successivo dopo gli europei di Ginevra, trionfa ai mondiali di Madrid, superando la collega rivale di sempre, Irina Čaščina.
Prima dei mondiali spagnoli, in una gara in Australia, Alina e Čaščina ad un controllo per doping risultano positive ad un diuretico, la furosemide. Vengono ritirate tutte le medaglie delle due campionesse russe e l'oro mondiale va all'ucraina Ėrofeėva. L'anno successivo Alina vince nuovamente il titolo europeo a Granada. Nel 2003 riesce comunque a vincere l'oro anche ai mondiali di settembre a Budapest, superando la grande stella del momento, l'ucraina Hanna Bezsonova, in una delle gare più controverse nella storia della ritmica. L'anno successivo trionfa ancora agli europei di Kiev e poi vince l'oro olimpico ad Atene.
La sua carriera sembra in dirittura d'arrivo, lei dichiara di ritirarsi, ma l'anno successivo tenta, inutilmente, di partecipare al mondiale di Baku: non viene convocata in squadra da Irina Viner. Poi dichiara: tornerò a vincere ma nel 2006 perde il titolo di campionessa europea, cedendo lo scettro alla connazionale Vera Sesina e accontentandosi della piazza d'onore. A fine 2007 la sua allenatrice Irina Viner ha annunciato il definitivo ritiro di Kabaeva dalle competizioni, dichiarando inoltre che la ginnasta non si era mai ripresa del tutto da un infortunio di parecchi anni prima.

#### Dopo il ritiro
Kabaeva è stata tra i sei tedofori atleti russi che hanno portato la fiamma olimpica attraverso lo stadio Fisht durante la cerimonia di apertura delle Olimpiadi invernali di Sochi 2014. La sua scelta come tedoforo ha generato polemiche sui media internazionali a causa della sua presunta stretta relazione con Vladimir Putin.
Nel 2015, Kabaeva è stata ospite d'onore ai Campionati del mondo 2015 a Stoccarda, in Germania. Nel 2017 è diventata l'ambasciatrice ufficiale della ginnastica ritmica FIG ai Campionati del mondo 2017 a Pesaro, in Italia.

### Attività da modella
La Kabaeva è un personaggio non solo nello sport. Alina è un'icona nel suo Paese essendo modella, presenza fissa in spettacoli, protagonista di campagne pubblicitarie. È inoltre apparsa sulle copertine di Vogue Russia e Maxim Russia. In Giappone è stata pure protagonista di film, DVD e ha posato per libri fotografici in qualità di modella.

### Attività politica
Grande sostenitrice di Vladimir Putin, tra il 2007 e il 2014 è stata membro del Parlamento russo, la Duma di Stato per il partito Russia Unita. Ha votato a favore di una serie di leggi controverse che sono state rapidamente adottate nel 2012 e nel 2013, tra cui il disegno di legge "Anti-Magnitsky" che vieta l'adozione internazionale (di orfani russi) da parte delle famiglie negli Stati Uniti, come così come la legge russa sulla propaganda gay che rende punibile la distribuzione di "propaganda di rapporti sessuali non tradizionali" tra minori, il divieto extragiudiziale di accesso a siti web che possono ospitare materiali che violano le leggi sul copyright e la riorganizzazione dell'Accademia delle scienze.
Nel settembre 2014, Kabaeva si è dimessa dalla Duma e ha accettato la carica di presidente del consiglio di amministrazione del National Media Group, il più grande conglomerato di media russi.

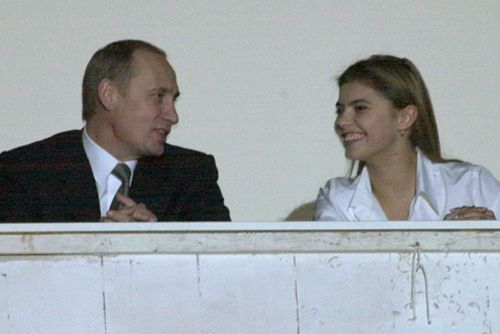
Putin e Kabaeva durante lo spettacolo dopo i campionati russi di ginnastica ritmica, 1º dicembre 2001

## Vita privata
Nel dicembre 2009 diventa madre di un bimbo, Dimitry, e nel novembre 2012 di una bambina: la paternità viene attribuita in entrambi i casi allo stesso Putin. Nel marzo 2015, diventa di nuovo madre di una bambina, nata nella clinica VIP di Sant'Anna a Sorengo in Svizzera. Nel marzo del 2022, durante la guerra russo-ucraina, la sua presenza viene segnalata in Svizzera con i tre figli attribuiti alla sua relazione con Putin, ma da Berna l'autorità politica  smentisce tale notizia dopo accertamenti.

## Onorificenze

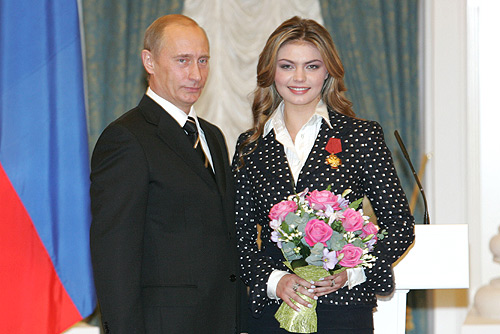
Il presidente russo Vladimir Putin e Alina Kabaeva, alla cerimonia per l'assegnazione dell'Ordine al Merito per la Patria nel 2005